# Cestrum moquinianum
Cestrum moquinianum är en potatisväxtart som beskrevs av Michel Félix Dunal. Cestrum moquinianum ingår i släktet Cestrum och familjen potatisväxter. Inga underarter finns listade i Catalogue of Life.